# Myrmicaria
Myrmicaria é um gênero de insetos, pertencente a família Formicidae.